# Hudson (Quebec)
Hudson é um município na província de Quebec, Canadá, situado na Regionalidade Municipal do Condado de Vaudreuil-Soulanges em Montérégie. Situa-se na marge sudoeste do Rio Ottawa, a aproximadamente 60 quilômetro a oeste de Montreal, tendo muitos de seus residentes trabalhando na ilha de Montreal
O nome do município lembra o papel histório de George Matthews, proprietário de uma importante vidraria estabelecida em 1845, e cuja esposa se chamava Elisa Hudson. É a cidade de nascimento de Jack Layton, líder do Novo Partido Democrático.
Hudson é um município dentro da comunidade metropolitana de Montreal. Apesar de ter sido uma aglomeração rural no início do século XIX, Hudson foi fundada em junho de 1969 pela junção das vilas de Hudson, Hudson Heights e Como. Sendo uma cidade relativamente próspera, Hudson é conhecida pelo seu conjunto arquitetônico com casas à beira do lago Deux Montagnes. Uma balsa transporta veículos através do lago (que é uma confluência do Rio Ottawa) até a cidade de Oka.
A cidade é conhecida como um enclave anglófono pois, a despeito dos municípios vizinhos majoritariamente francófonos, Hudson tem uma maioria anglófona de 65% de sua população, com muitos de seus residentes dominando os dois idiomas. 